# Enrique Martínez Sobral
Enrique Martínez Sobral (Guatemala, 16 de septiembre de 1875 - El Paso, Texas, 31 de enero de 1950) fue un economista, novelista y académico guatemalteco-mexicano. Vivió en México, trabajó para la administración pública durante el gobierno de Porfirio Díaz.

## Semblanza biográfica
Trabajó para la Secretaría de Hacienda y Crédito Público de México siendo su titular José Yves Limantour durante el periodo histórico mexicano conocido como porfiriato. Fue un estudioso de la economía política, así como de los problemas económicos de México. Su obra refleja una influencia del economista francés Emile Zola.
Fue nombrado miembro de número de la Academia Mexicana de la Lengua, tomó posesión de la silla XVIII el 18 de mayo de 1908, fue secretario de la institución de 1920 hasta su muerte. Paralelamente, fue nombrado miembro correspondiente de la Real Academia Española.
Murió en El Paso, Texas, el 31 de enero de 1950.

## Obras publicadas
- Inútil combate: páginas de la vida.
- Prosas, 1899.
- Humo, 1900.
- Los de Peralta, 1900.
- Su matrimonio, 1901.
- La reforma monetaria, 1910.
- Compendio de Economía, 1949.
- Estudios elementales de la legislación bancaria.
- Alcohol: páginas de la vida.